# Wapen van Bunde

Het wapen van Bunde

Het wapen van Bunde werd op 5 oktober 1935 aan de Nederlands Limburgse gemeente Bunde toegekend. Het wapen bleef tot 1982 in gebruik. In dat jaar ging de gemeente op in de nieuwe gemeente Meerssen.

## Blazoenering
De blazoenering van het wapen luidde als volgt:
Gedeeld: I in zilver een omgewende dubbelstaartige leeuw van keel, gekroond en genageld van goud, II in zilver 4 dwarsbalken van keel en daaroverheen een dubbelstaartige leeuw van sabel, gekroond, getongd en genageld van goud. Het schild met de rechterhand vastgehouden door de daar achter geplaatste figuur van de H. Agnes, maagd en martelares, gekleed in een wit gewaad, op de linkerarm een lam dragende, alles van natuurlijke kleur.
Het wapen is gedeeld met in het eerste stuk een zilveren veld waarop een rode gekroonde leeuw met gouden kroon en nagels. De leeuw heeft twee staarten. Het tweede stuk is eveneens van zilver waarop vier rode dwarsbalken met daaroverheen een zwarte leeuw. Ook deze leeuw heeft twee staarten een gouden kroon en gouden nagels, deze leeuw heeft ook een gouden tong.
Als schildhouder de heilige Agnes in een wit gewaad. In haar linkerarm houdt zij een wit lammetje vast en met haar rechterhand houdt zij het schild vast.

## Geschiedenis
Het wapen toont in de eerste helft het wapen van Valkenburg, de heren van Valkenburg waren tot 1626 tevens de heren van Bunde. In 1626 werd Bunde een eigen heerlijkheid onder de heren van Hoensbroek. De tweede helft toont het wapen van Hoensbroek, zij waren heren van Bunde tot de Franse Revolutie in 1789. 
De heilige Agnes is de patroonheilige van de lokale kerk. Van de heerlijkheid zelf is geen zegel of oud wapen bekend.

## Vergelijkbare wapens

Het wapen van het Land van Valkenburg
Het wapen van Hoensbroek
Het oude wapen van Meerssen
Het wapen van Geulle
Het wapen van Amby
Het oude wapen van Heerlen
Het huidige wapen van Heerlen
Het wapen van Schimmert
Het wapen van Nieuwenhagen
Het wapen van Limburg

Ambt Montfort
· Amby
· Amstenrade
· Arcen en Velden
· Baexem
· Beegden
· Beek
· Belfeld
· Bemelen
· Berg en Terblijt
· Bingelrade
· Bocholtz
· Borgharen
· Born
· Broekhuizen
· Broeksittard 
· Buggenum
· Bunde
· Cadier en Keer
· Echt 
· Eijsden
· Elsloo
· Eygelshoven
· Geleen
· Gennep
· Geulle
· Grathem
· Grevenbicht
· Gronsveld
· Grubbenvorst
· Gulpen 
· Haelen
· Heel
· Heel en Panheel
· Heer
· Helden
· Herten
· Heythuysen
· Hoensbroek
· Horn
· Horst
· Houthem
· Hulsberg
· Hunsel
· Itteren
· Jabeek
· Kessel
· Klimmen
· Limbricht
· Linne
· Maasbracht
· Maasbree
· Maasniel
· Margraten
· Meerlo
· Meerlo-Wanssum
· Meerssen
· Meijel
· Melick en Herkenbosch
· Merkelbeek
· Mheer
· Montfort
· Munstergeleen
· Neer
· Neeritter
· Nieuwenhagen
· Nieuwstadt
· Noorbeek
· Nuth
· Onderbanken
· Obbicht en Papenhoven
· Ohé en Laak
· Oirsbeek
· Ottersum
· Oud-Valkenburg
· Oud-Vroenhoven
· Posterholt
· Roggel
· Roggel en Neer
· Roosteren
· Schaesberg
· Schimmert
· Schinnen
· Schinveld
· Sevenum
· Simpelveld
· Sint Geertruid
· Sint Odiliënberg
· Sint Pieter
· Sittard
· Slenaken
· Spaubeek
· Stramproy
· Stevensweert
· Susteren
· Swalmen
· Tegelen
· Thorn
· Ubach over Worms
· Ulestraten
· Urmond
· Valkenburg
· Vlodrop
· Wanssum
· Wessem
· Wijlre
· Wijnandsrade
· Wittem